# Dear Wendy
Dear Wendy és una pel·lícula del 2005 dirigida per Thomas Vinterberg i protagonitzada per Jamie Bell, Bill Pullman, Mark Webber i Alison Pill.

## Argument
Dear Wendy és la història d'en Dick (Jamie Bell), un noi de divuit anys que viu a Esther-slope, un trist poble miner de l'oest mitjà. Els habitants el consideren un noi estrany. Un dia, de sobte, es troba una pistola i se'n sent atret tot i el seu declarat pacifisme. Decideix anomenar-la 'Wendy'. De seguida crea un grup de joves inadaptats al poble anomenat 'Els Dandies'. El grup els fa sentir-se més forts i els dona un sentit d'unitat. Tots tenen una arma a què han posat un nom i que han estudiat a fons, malgrat que juren que mai no traurien l'arma. Aquesta és la primera i la més important regla d''Els Dandies'. Tanmateix, fins i tot un Dandy pot veure's immers en un embolic. Al capdavall, les regles es fan per violar-les, sobretot si un gran i important principi està en joc.

## Repartiment
- Jamie Bell: Dick Dandelion
- Bill Pullman: Krugsby
- Michael Angarano: Freddie
- Danso Gordon: Sebastian
- Novella Nelson: Clarabelle
- Chris Owen: Huey
- Alison Pill: Susan
- Mark Webber: Stevie
- William Hootkins: Marshall Walker